# Spice (Bombe)
Die israelische Firma Rafael Armament Development Authority entwickelte das Smart Precise Impact and Cost-Effective Guidance Kit (Spice). Als Basis für die Kits werden die Mk-83- und Mk-84-Bomben genutzt. Ziel dieses Kits ist es, aus einer herkömmlichen Bombe auf kostengünstige Art eine intelligente Waffe mit Fire-and-Forget-Fähigkeit zu machen.

## Aufbau und Varianten

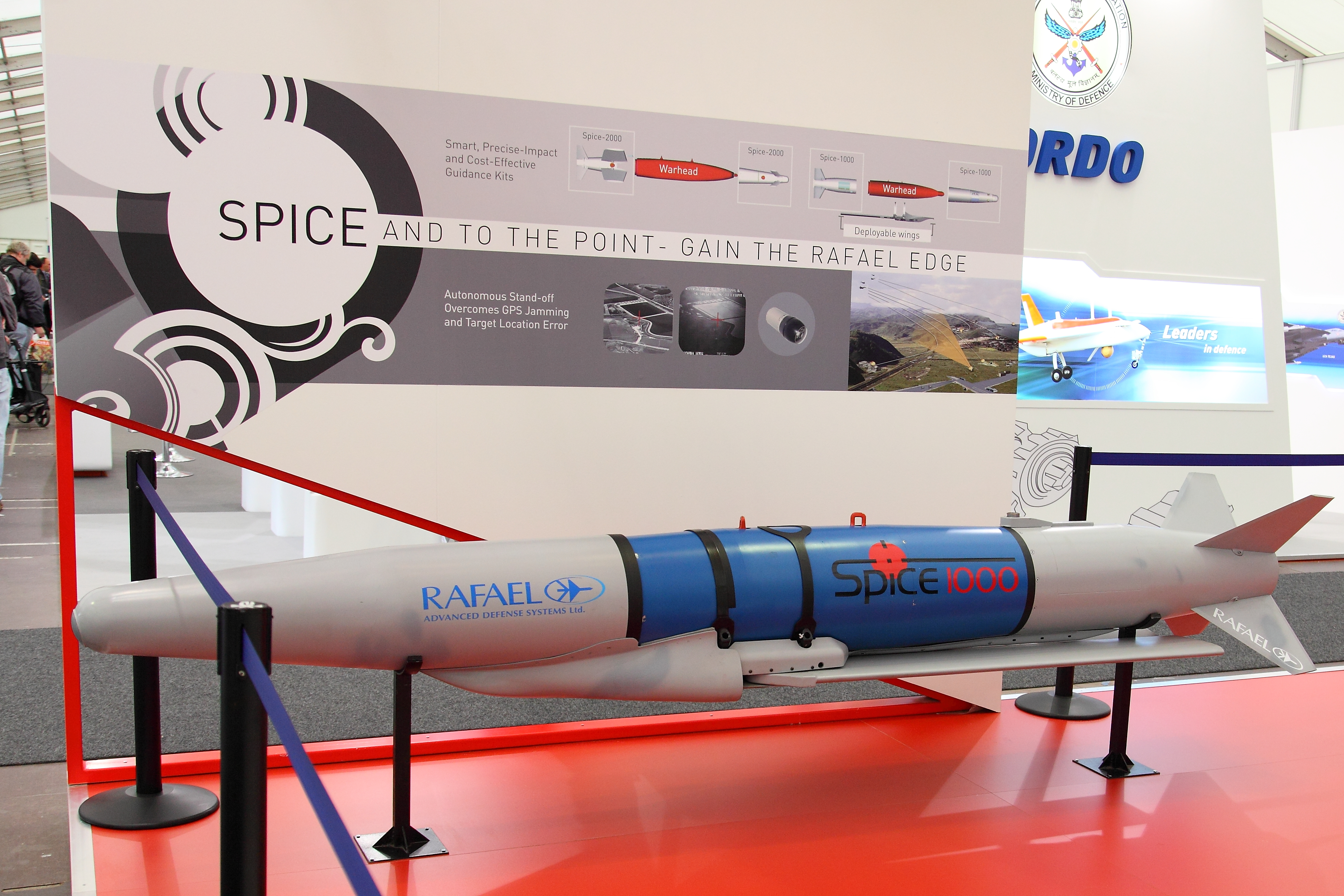
Spice-1000

Das Besondere gegenüber dem amerikanischen JDAM-Kit ist, dass die Spice über zwei Zielsysteme verfügt. Als Primärsystem wird ein CCD/IIR-Suchkopf und als Sekundärsystem GPS genutzt, weiterhin ist sie gegen Störmaßnahmen immun. Des Weiteren kann noch nach dem Abwurf der Spice das Ziel geändert werden und das bei einer Reichweite von über 60 km, abhängig von Flughöhe und Geschwindigkeit des Trägerflugzeuges.
Die Mk-83-Variante wird Spice-1000 (1000 lb) genannt und fällt besonders durch die langen in der Mitte angebrachten Flügel auf. Die Mk-84-Variante, auch Spice-2000 (2000 lb), sieht der Popeye recht ähnlich. Dies kommt daher, dass die Spice ein Derivat der Popeye ist. Weiters wurde im Jahr 2019 die Ausführung Spice-250 vorgestellt. Spice-250 wiegt 113 kg (250 lb) und hat einen 75 kg schweren Mehrzweck-Sprengkopf. Die Reichweite soll dank ausklappbaren Flügeln rund 100 km betragen.
Laut Hersteller hat eine mit dem Spice ausgerüstete Bombe einen Streukreisradius (CEP, Circular Error Probable) von weniger als 3 Meter.

## Einsätze
Israelische Kampfflugzeuge setzten die Waffe nach Presseberichten bei Angriffen in Syrien während des Bürgerkrieges in Syrien ein.
Indische Mirage-2000-Kampfflugzeuge benutzten am 26. Februar 2019 Spice-2000-Flugkörper, um ein vermeintliches Trainingslager für Terroristen in Pakistan, nahe der Grenze zu Kaschmir bei Balakot, anzugreifen. Mehrere Kämpfer der Jaish-e Mohammed seien dabei nach indischen Angaben getötet worden, Pakistan bestritt jedoch, dass es Todesopfer gegeben habe.
Ähnliche Modelle
- JDAM
- Umbani

## Nutzer
- Brasilien
- Indien
- Israel